# Министерство строительства топливных предприятий СССР
Министерство строительства топливных предприятий СССР (Минтопстрой) – орган государственного управления в СССР, согласно Конституции СССР являвшийся общесоюзным министерством. Годы активной деятельности 1946–1948 гг.

## Задачи министерства
Основными задачами Министерства строительства топливных предприятий СССР являлись:
- планирование и руководство строительством топливных предприятий,
- обеспечение технического прогресса и повышение эффективности производства,
- контроль за соблюдением строительных норм и правил,
- координация деятельности предприятий и организаций, входящих в состав министерства.

## История
28 января 1946 года образован Народный комиссариат по строительству топливных предприятий СССР. 15 марта 1946 года на базе Наркома по строительству топливных предприятий СССР создано Министерство строительства топливных предприятий СССР. В результате реорганизации советской экономики уже 28 декабря 1948 года объединены Министерство угольной промышленности восточных районов, Министерство угольной промышленности западных районов, Министерство строительства топливных предприятий СССР в Министерство угольной промышленности СССР.

## Руководство
Министр строительства топливных предприятий СССР:
- Задемидко Александр Николаевич (19 марта 1946 – 28 декабря 1948)